# Алябьева, Людмила Анатольевна
Людми́ла Анато́льевна Аля́бьева (род. 22 июля 1975, Ногинск, Московская область) — российский филолог, культуролог и редактор.

## Биография
Закончила историко-филологический факультет Российского государственного гуманитарного университета и аспирантуру Института высших гуманитарных исследований РГГУ. Кандидат филологических наук (2002), доцент, заведующая кафедрой английской филологии Института филологии и истории РГГУ. Её кандидатская диссертация была опубликована в виде монографии «Литературная профессия в Англии в XVI—XIX вв.» в издательстве «Новое литературное обозрение» (2004).
С 1999 года работает в РГГУ на кафедре английской филологии, с 2010 года преподает на британском отделении факультета «Дизайн моды» в Британской высшей школе искусства и дизайна (читает курсы «Критические и культурные исследования», «Дизайн и желание», "Дизайн и декоративные искусства после 1950 г.), а также ведёт курсы «Развитие индустрии моды в XX в.» в Fashion Consulting Group (ГУ-ВШЭ). С 2010 г. курирует программу Мода/Дизайн в рамках Фестиваля новой культуры в Центральном доме художника.
Шеф-редактор журнала «Теория моды: одежда, тело, культура» (с 2006 г.), редактор серии «Библиотека журнала „Теория моды“» (с 2010 г.).

## Выступления на радио и телевидении
- KM TV
- Радио «Маяк» (недоступная ссылка)
- Радио «Свобода» (недоступная ссылка)

### Книги
- Литературная профессия в Англии в XVI—XIX веках. М.: Новое литературное обозрение, 2004. — 400 с., ил. ISBN 5-86793-278-8, тираж 2000 экз.[1]

### Статьи
- Сравнительный анализ героинь «Евгения Онегина» Пушкина и «Дон Жуана» Байрона (перевод) // Вопросы литературы. Вып. IV. М., 1996. С. 75-112.
- Статьи о литературных героях // Энциклопедия литературных героев. Возрождение. Барокко. Классицизм. — М.: Олимп Аст, 1998. — С. 24-26, 435—436.
- «От имени всех авторов»: Уильям Вордсворт в парламентской кампании 1837-42 гг. // Новое литературное обозрение. 2001. № 48(2). С. 49-72.
- «This will never do»: история литературной репутации У. Вордсворта. Сост. Лорина Репина // Диалог со временем. Альманах интеллектуальной истории 5. М.: ИВИ РАН, 2001. С. 157—177. ISBN 5-94067-035-0
- Рецепты духов и туалетных вод викторианской Англии (перевод). Сост. О. Б. Вайнштейн // Ароматы и запахи в культуре в 2 книгах. — М.: Новое литературное обозрение, 2003. — Книга 1. С. 587—600.
- Айда со мной в кофейню! // Родина, 2003. № 5-6. С. 162—166.
- Увеселения под открытым небом, или где «жители Лондона любили гулять пешком» в XVIII веке // Пинакотека № 18-19, 2004. С. 83-87.
- Как воспитать «организатора совершенного дома и будущую мать крепких и красивых детей»: женщины и спорт в викторианской Англии // Новое литературное обозрение. 2004. № 70.
- Воздушный шар как развлечение: Из истории английской «воздухоплавательной лихорадки» // Новое литературное обозрение. 2005. № 76. С. 101—125.
- Кофе и город, или «Какую радость ежедневно дарит нам кофейня!» Из истории английского кофейного вопроса // Теория моды: одежда, тело, культура. 2006. Выпуск 1. С. 223—252. ISBN 5867934721